# Elena Acosta
Elena Acosta Guerrero (Las Palmas de Gran Canaria, 5 de octubre de 1953) es una historiadora, investigadora y gestora cultural española, directora de la Casa de Colón desde 1991 hasta su jubilación en octubre de 2023.

## Trayectoria
Se licenció en Geografía e Historia en la Universidad de La Laguna. Sus investigaciones en esta área se centran en Gestión Cultural, Museología e Historia de Canarias y sus relaciones con América. En 1991, gracias a su trayectoria y sus investigaciones, Acosta fue nombrada directora del museo Casa de Colón de Las Palmas de Gran Canaria.
Entre sus funciones relacionadas con la gestión cultural, Acosta fue conservadora de la Casa-Museo León y Castillo de Telde, y también coordinó el Área de Música del Cabildo de Gran Canaria. Su vinculación con el patrimonio cultural data desde 1976, organizando junto a Francisco Morales Padrón los Coloquios de Historia Canario Americana. Fue la secretaria general de este Congreso Internacional y, además, desde 2010, su coordinadora, hasta la XXV y última edición (2022). También fue secretaria de la revista científica Anuario de Estudios Atlánticos.
Ha impulsado y organizado cursos, conferencias, premios, exposiciones, publicaciones y todo tipo de actividades culturales a lo largo de casi cincuenta años de trabajo en la gestión cultural de Canarias.
En 2015, inauguró la nueva iniciativa 'Itinerario en primera persona' del Museo y Parque Arqueológico Cueva Pintada.
Ha realizado la conferencia "Función social de los museos" dentro de las Jornadas de Patrimonio 2020 'La Cilla de La Oliva', organizada por la Asociación Cultural Raíz del Pueblo en colaboración con la Red de Centros y Museos, dependiente de la Consejería de Cultura, Patrimonio Histórico y Difusión del Patrimonio Cultural del Cabildo de Fuerteventura.
En marzo de 2021, Acosta participó en la inauguración del primer seminario sobre ciberfeminismo, desarrollado en la Casa de Colón y organizado por la Consejería de Cultura del Cabildo de Gran Canaria, para tratar la cuestión de género desde el punto de vista del activismo digital en Internet.
Ha formado parte, en diversas ediciones, del jurado de los Premios Canarias, y del comité de elaboración del Plan de Cultura del Gobierno de Canarias. Presidenta del comité científico del Congreso de Museos de Canarias, impulsado por el Gobierno Autónomo, en sus tres convocatorias celebradas: 2016, 2018 y la de 2022, donde fue distinguida desde la Dirección General de Patrimonio Cultural con la primera edición del Premio a la trayectoria profesional.

## Reconocimientos
- Doctora Honoris Causa por la Universidad de Las Palmas de Gran Canaria (marzo de 2024).[8][9]
- Hija Predilecta de Gran Canaria (2024).[10]
- Hija Predilecta de Las Palmas de Gran Canaria (2022).
- En 2017 fue galardonada por el Ayuntamiento de Las Palmas de Gran Canaria por los valores culturales, la diversidad y el patrimonio con los Reconocimientos Turísticos 2017, con el premio anual con motivo del Día Mundial del Turismo.[11] El consistorio la elige el mismo año pregonera de las Fiestas Fundacionales de la capital.[12]